# 耶律雅里政权
耶律雅里政权，建立於1123年。遼朝保大三年（1123年）遼天祚帝向西奔走，耶律特烈和耶律兀直等人劫持耶律雅里向北奔逃，於同年五月到達沙嶺（今沽源县丰源店乡附近），三日之後被擁立為皇帝，改年號為神曆，一些著作将其亦视为北遼。同年十月，耶律雅里在查剌山遊獵，因勞累過度病逝，耶律述烈繼位為皇帝。十一月，耶律述烈為部下殺害。次年（1124年）正月，太保特母哥向金朝投降。總計國祚不足1年。史学界有西北辽、北辽之称。

## 政權名稱
民間的歷史文學類的通史、小說將耶律雅里政權列屬北遼範疇，「這個小朝廷在歷史記載上和耶律淳建立的析律府朝廷相同，也被叫做『北遼』」（赤軍《西遼帝國傳奇》），「擁立耶律雅里為帝，是為北遼第二任皇帝 」（蘇伶《契丹簡史》）。在學術界中，有楊家駱、趙振績編纂《遼史長䇝》、趙振績《西北遼與殘遼考》、王壽南主編《中國通史》、傅樂成主編《宋遼金元史》等把該政權稱之為「西北遼」。葛華廷認為該政權按照方位應稱之為「北遼」。

## 歷代君主列表
| 廟號 | 諡號 | 漢名            | 契丹名 | 在世時間      | 年號 | 在位時間 |
| ---- | ---- | --------------- | ------ | ------------- | ---- | -------- |
|      |      | 耶律雅 （梁王） |        | 1092年-1123年 | 神曆 | 1123年   |
|      |      | 耶律朮烈        |        | ？-1123年     |      | 1123年   |